# دبليو. كين مارتينيز
دبليو. كين مارتينيز هو سياسي أمريكي، ولد في 12 فبراير 1959 في ألباكركي في الولايات المتحدة. نشط حزبياً في الحزب الديمقراطي. وقد انتخب عضو مجلس نواب نيومكسيكو ‏.